# Ulrich Siegmund
Ulrich Siegmund (* 25. Oktober 1990 in Havelberg) ist ein deutscher Politiker (AfD), der seit 2016 Abgeordneter im Landtag von Sachsen-Anhalt ist. Im August 2022 wurde er gemeinsam mit Oliver Kirchner zum Fraktionsvorsitzenden und Oppositionsführer der AfD-Landtagsfraktion gewählt. Der Landesverband der AfD in Sachsen-Anhalt wird vom Verfassungsschutz als „gesichert rechtsextremistisch“ eingestuft. Im Jahr 2023 nahm Siegmund an einem Treffen von Rechtsextremen in Potsdam teil.

## Leben
Siegmund durchlief eine Ausbildung zum Groß- und Außenhandelskaufmann. 2014 gründete er ein Handelsunternehmen, welches unter anderem Raumbeduftungen anbietet. Er schloss im Jahr 2016 ein Studium im Bereich Wirtschaftspsychologie und Betriebswirtschaftslehre erfolgreich ab.
Siegmund wohnt in Tangermünde, ist verheiratet und römisch-katholisch.

## Politik
Mit 19 Jahren trat Siegmund in die CDU ein, die er im Alter von 24 Jahren verließ, um Mitglied der AfD zu werden.
Im Vorstand des AfD-Kreisverbandes Stendal ist er gewählter Pressesprecher. Seit 2016 gehört Siegmund dem Landesvorstand der AfD Sachsen-Anhalt an. Der Landesverband wurde 2023 vom Verfassungsschutz Sachsen-Anhalt als „gesichert rechtsextremistisch“ eingestuft.
Bei den Landtagswahlen 2016 und 2021 wurde Siegmund über die AfD-Landesliste in den Landtag von Sachsen-Anhalt gewählt. Er war bis Februar 2024 Vorsitzender des Ausschusses für Arbeit, Soziales und Integration sowie gesundheitspolitischer Sprecher der AfD-Fraktion im Landtag von Sachsen-Anhalt. Im August 2022 wählte ihn die AfD-Fraktion im Landtag zum gleichberechtigten Co-Vorsitzenden neben Oliver Kirchner.
Siegmund betreibt unter dem Namen Mutzurwahrheit90 einen TikTok-Kanal, hat dort rund 560.000 Follower (Stand: 2025) und ist damit einer der erfolgreichsten deutschen Politiker auf der Plattform.
Nach Recherchen von Correctiv war Siegmund Teilnehmer eines Treffens am 25. November 2023 im Landhaus Adlon in Potsdam mit Teilnehmern der Neuen Rechten, darunter dem österreichischen Rechtsextremen Martin Sellner. Bei dem Treffen wurde über einen „Masterplan“ zur praktischen Umsetzung der Vertreibung von Millionen Menschen aus Deutschland gesprochen (sogenannte Remigration). Siegmund soll dort um Direktspenden zur Wahlkampffinanzierung geworben haben.
Zur Landtagswahl in Sachsen-Anhalt 2026 tritt er für die AfD als Spitzenkandidat an.